# Chaetosiphon minor
Chaetosiphon minor är en insektsart. Chaetosiphon minor ingår i släktet Chaetosiphon och familjen långrörsbladlöss.

## Underarter
Arten delas in i följande underarter:
- C. m. minor
- C. m. dorsale